# Taragon
Taragon je EP německé power metalové skupiny Freedom Call. EP bylo vydáno 20. listopadu 1999 společností NTS Records. V roce 2004 bylo znovu vydáno jako část koncertního alba Live Invasion.

## Seznam skladeb
| Pořadí         | Název                              | Délka |
| -------------- | ---------------------------------- | ----- |
| 1.             | Warriors of Light                  | 4:11  |
| 2.             | Dancing with Tears in My Eyes      | 3:52  |
| 3.             | Heart of the Brave                 | 5:16  |
| 4.             | Kingdom Come (EP verze)            | 4:54  |
| 5.             | Tears of Taragon (příběhová verze) | 9:50  |
| Celková délka: | Celková délka:                     | 28:03 |

## Osoby
- Chris Bay – zpěv, kytara
- Sascha Gerstner – kytara
- Ilker Ersin – basová kytara
- Dan Zimmermann – bicí
- Biff Byford – povídání (host)